# Creatonotos affinis
Creatonotos affinis là một loài bướm đêm thuộc phân họ Arctiinae, họ Erebidae.